# Richard Bär

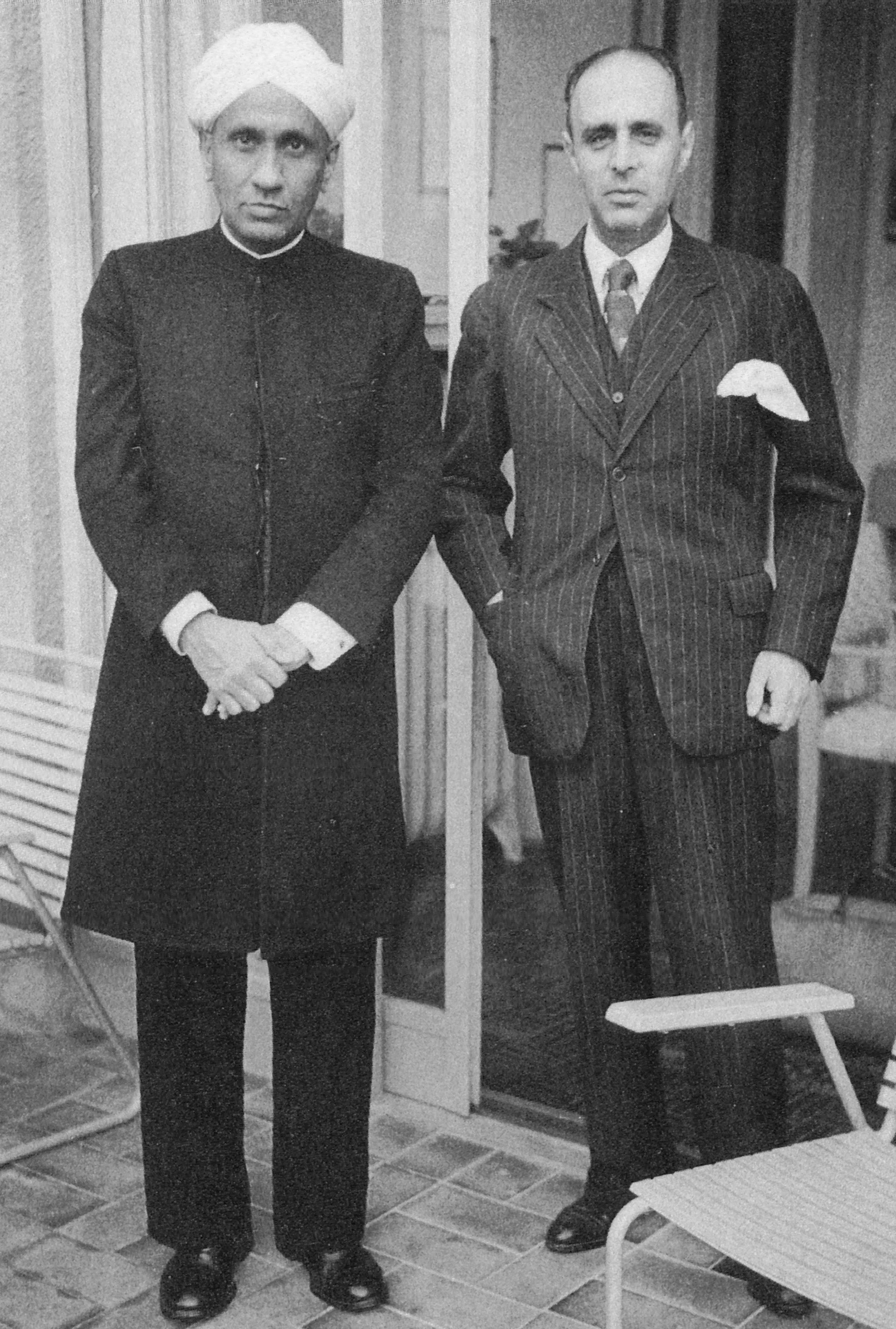
Richard Bär com Chandrasekhara Venkata Raman

Richard Josef Bär (Basileia, 11 de setembro de 1892 – Zurique, 13 de dezembro de 1940) foi um físico e banqueiro suíço.